# Creative Commons
Pour les articles homonymes, voir CC, Creative et Commons.
Creative Commons (CC) est une association à but non lucratif dont la finalité est de proposer une solution alternative légale aux personnes souhaitant libérer leurs œuvres des droits de propriété intellectuelle standard de leur pays, jugés trop restrictifs. L’organisation a créé plusieurs licences, connues sous le nom de licences Creative Commons. Ces licences, selon leur choix, ne protègent aucun ou seulement quelques droits relatifs aux œuvres. Le droit d'auteur (ou « copyright » dans les pays du Commonwealth et aux États-Unis) est plus restrictif.

## Licences
Six possibilités existent, combinaisons de quatre pôles définissant les différents usages, :
- Attribution : signature de l’auteur initial (obligatoire en droit français) (sigle : BY)
- Non Commercial : interdiction de tirer un profit commercial de l’œuvre sans autorisation de l'auteur (sigle : NC)
- No derivative works : impossibilité d’intégrer tout ou partie dans une œuvre composite ; l'échantillonnage (sampling), par exemple, devenant impossible (sigle : ND)
- Share alike : partage de l’œuvre, avec obligation de rediffuser selon la même licence ou une licence similaire (version ultérieure ou localisée) (sigle : SA)

Exemple de combinaison : Creative Commons BY-NC-SA, qui est la licence Attribution-Non Commercial-Partage à l'identique.
La Licence CC0 (ou CC0) est un cas spécial et se rapproche du domaine public.

### Adaptation aux législations
Fin 2004, par l'intermédiaire du travail de Danièle Bourcier, Mélanie Dulong de Rosnay et de Jean-Baptiste Soufron, le CERSA a transposé les licences dans le droit français et en langue française.
Le CRID a adapté les licences dans le droit belge, ces licences belges existent en français, néerlandais et anglais.

## Fondation
L'organisation Creative Commons a pour symbole « CC », elle a été fondée en 2001 par Lawrence Lessig, Hal Abelson, et Eric Eldred avec le soutien du Center for the Public Domain (en) en opposition au Copyright Term Extension Act. Le mouvement Creative Commons propose des contrats-types d’offre de mise à disposition d’œuvres en ligne ou hors-ligne : rien n'empêche de créer un CD ou un livre sous une licence Creative Commons. Inspirés par les licences de logiciels libres et le mouvement open source, ces textes facilitent l’utilisation et la réutilisation d’œuvres (texte, photographie, musique, sites Web…). Au lieu de soumettre toute exploitation des œuvres à l’autorisation préalable des titulaires de droits, les licences Creative Commons permettent à l’auteur d’autoriser à l’avance certaines utilisations selon des conditions exprimées par lui, et d’en informer le public.
Ce concept est voisin de celui de la Los Angeles Free Press, dont les organes membres dans tous les pays du monde (entre autres le magazine Actuel en France) étaient libres d'utiliser le contenu dans leurs propres publications (ce qui créa une notoriété mondiale aux dessinateurs Ron Cobb, Robert Crumb, Gilbert Shelton…) moyennant l'autorisation réciproque.

## Objectif
Le but recherché est d’encourager de manière simple et licite la circulation des œuvres, l’échange et la créativité. Creative Commons s’adresse ainsi aux auteurs qui préfèrent partager leur travail et enrichir le patrimoine commun (les Commons) de la culture et de l'information accessible librement. L'œuvre peut ainsi évoluer tout au long de sa diffusion.
Les personnes souhaitant autoriser la communication au public de leur œuvre uniquement contre une rémunération doivent retenir le système général du droit d’auteur.
Les personnes souhaitant autoriser les usages uniquement non commerciaux peuvent utiliser une licence Creative Commons comportant la clause NC (non commercial), par laquelle l'auteur se réserve l'exclusivité des droits d'exploitation commerciale ou de leur cession exprès à une entité de son choix ; inversement, toute entité souhaitant utiliser commercialement une œuvre sous licence CC ayant la clause NC doit demander l'autorisation à l'auteur, qui est libre de l'accorder ou non et dans les conditions de son choix.
Toute personne qui a créé une œuvre (texte, musique, vidéo, site Web, photographie, etc.) et qui a la capacité de signer un contrat portant sur cette œuvre peut utiliser l’un des contrats Creative Commons. A contrario il n’est pas possible d’utiliser un contrat Creative Commons pour une œuvre sur laquelle on ne dispose pas de l’ensemble des droits.

## Une alternative au «Tous droits réservés»
Dès leurs apparitions au XVIIIe siècle, copyright et droit d'auteur ont été sujet à de vives critiques, qui n'ont cessé de s'intensifier avec le développement des technologies facilitant la copie et le partage d'informations. Au XIXe siècle, Proudhon a dénoncé l’assimilation artificielle de la propriété intellectuelle à la propriété sur les biens corporels, ainsi que les conséquences néfastes de l’appropriation des œuvres sur la libre circulation des connaissances. Au XXe siècle, Richard Stallman et les défenseurs de la culture libre ont repris ces thèses.
Pour Annie Vallée, le savoir doit être considéré comme faisant partie du patrimoine commun de l’humanité. Les brevets sont un frein à l’innovation. Ils ralentissent la recherche, découragent la collaboration et retardent les percées.
Creative Commons n'édite pas que des licences libres et ne s'inscrit donc pas totalement dans cette conception, où les licences libres deviennent une sorte de grammaire du droit moral de l'auteur.

## Redevance

### France: SACEM et musiques sous licence Creative Commons
En 2009, l'entreprise MusicMatic France (aujourd'hui Storever France) avait conclu avec l'entreprise Tapis Saint Maclou un contrat de diffusion de musiques stipulées comme étant "libres de tous droits de diffusion" . Or ces musiques sous la Licence Creative Commons provenaient de la plateforme de musique Jamendo. La SACEM a réclamé le paiement de la redevance prévu par l'article L214-1 du Code de la propriété intellectuelle et a donc attaqué l'entreprise en 2013. Le procès s'est conclus en 2019, lorsque la cour de Cassation a donné raison à la SACEM, considérant bien que toute musique diffusée dans un lieu accessible au public doit donner lieu à une redevance, même si elles ne sont pas dans le catalogue de la SACEM.
Après prélèvement de ses « frais de gestion », les sommes sont ensuite réparties entre les artistes interprètes et les producteurs enregistrés auprès de la SACEM. Si le défendeur a présenté des attestations décrivant que les auteurs ne pouvaient s'inscrire auprès de la SACEM, la Cour a réfuté ces arguments, et a, au contraire, prévenu que les auteurs des musiques sous licences Creative Commons pouvaient (…devaient) s'inscrire auprès des organismes adéquats pour toucher une part des rémunérations (l’Adami, Spedidam pour les artistes interprètes et la SCPP, SPPF pour les producteurs).

## Militants notables
- Lawrence Lessig, fondateur et président du conseil d'administration de l'organisation
- Aaron Swartz
- Bassel Khartabil